# Весна Ђогани
Весна Ђогани, рођена Тривић (Београд, 15. септембар 1978) српска је поп-фолк, поп и денс певачица. Главни је вокал у српској денс групи Ђогани у којој је 2001. заменила Слађану Делибашић.

## Биографија
Као једногодишњу девојчицу мајка ју је због тешке материјалне ситуације оставила у сиротишту у Звечанској улици у Београду, одакле ју је након неколико година усвојила једна породица. Као тинејџерка се уписала у музичку школу Ђорђа Ђоганија, са којим је нешто касније започела и музичку каријеру.
Она се 2001. године удала се за Ђорђа Ђоганија.
Као чланица Ђоганија већ 2001. објављује прву песму под називом Понекад, а исте године је издала и први албум Нови дани. Потом су уследили албуми Док ја љубим (2003), Ђогани (2005), Љубав моја (2007), Свила (2009), Ђогани 2016 (2016) и Quattro Stagioni (2017).